# Bucephalacra
Bucephalacra är ett släkte av fjärilar. Bucephalacra ingår i familjen vecklare.
Kladogram enligt Catalogue of Life:
| Bucephalacra | \| \| Bucephalacra duplex \| \| \| \| \| \| Bucephalacra scoliosema \| \| \| \| |
|              | \| \| Bucephalacra duplex \| \| \| \| \| \| Bucephalacra scoliosema \| \| \| \| |
|              | Bucephalacra duplex                                                             |
|              |                                                                                 |
|              | Bucephalacra scoliosema                                                         |
|              |                                                                                 |